# 山内豊定
山内 豊定（やまうち とよさだ）は、土佐土佐中村藩の（再興後の）第2代藩主。

## 生涯
寛永14年（1637年）12月2日、初代藩主・忠直の長男として生まれる。寛文7年（1667年）、父の死去により跡を継ぐ。延宝5年（1677年）10月13日に死去した。享年41。跡を弟で養子の豊明が継いだ。